# Devín
Devín (em alemão: Theben; em húngaro: Dévény)  é um bairro de Bratislava, capital da Eslováquia. Está situado no distrito de Bratislava IV, na região de Bratislava. Tem 13,98 km² de área e sua população em 2018 foi estimada em 1.636 habitantes.